# Miles Kane
Miles Kane (* 17. března 1986) je britský zpěvák a kytarista. V letech 2004 až 2007 byl členem skupiny The Little Flames a následně dva roky působil v kapele The Rascals. Od roku 2007 je rovněž členem superskupiny The Last Shadow Puppets spolu s velmi dobrým přítelem a zároveň frontmanem Arctic Monkeys, Alexem Turnerem. V roce 2011 vydal své první sólové album nazvané Colour of the Trap; druhé Don't Forget Who You Are následovalo o dva roky později.
Jeho píseň Don't Forget Who You Are ze stejnojmenného alba je součástí soundtracku fotbalové hry FIFA 14.
Miles fandí Liverpoolu, přestože dlouhodobě fandil Manchesteru United.

## Diskografie
Studiová alba
- Colour of the Trap (2011)
- Don't Forget Who You Are (2013)
- Coup de Grace (2018)

EPs
- Live at iTunes Festival: London 2011 (2011)
- First of My Kind (2012)
- Give Up (2013)

Singly
- „Inhaler“ (2010)
- „Come Closer“ (2011)
- „Rearrange“ (2011)
- „First of My Kind“ (2012)
- „Give Up“ (2013)
- „Don't Forget Who You Are“ (2013)
- „Taking Over“ (2013)
- „Better Than That“ (2013)